# Pont de Châtillon-sur-Loire
 (avril 2015).
Si vous disposez d'ouvrages ou d'articles de référence ou si vous connaissez des sites web de qualité traitant du thème abordé ici, merci de compléter l'article en donnant les références utiles à sa vérifiabilité et en les liant à la section « Notes et références ».
Le pont de Châtillon-sur-Loire  est un pont suspendu français situé à mi-chemin entre les communes de Beaulieu-sur-Loire et Briare, dans le département du Loiret et la région Centre-Val de Loire.
Il franchit la Loire à Châtillon-sur-Loire.

## Géographie
Le pont est emprunté par la route départementale D 50 qui relie Châtillon-sur-Loire sur la rive gauche de la Loire à la RN 7 sur la rive droite.

## Description[1]
Cet ouvrage permet le franchissement de la Loire qui représente une brèche de 350,10 m (distance entre nus de murs de culées). Il possède une longueur de 353 mètres entre les axes des culées d’extrémités et de 453 mètres entre points d’ancrages.
Il est constitué de quatre travées de 92,10 m + 75,80 m + 75,80 m + 92,30 m et de trois piles de 5,00 m + 4,00 m +5,00 m.

## Historique[1]

### 1841-1927: un premier ouvrage endommagé par les crues de 1846 et 1856
La construction du pont suspendu à péage de Châtillon-sur-Loire a été décidée par ordonnance royale du 3 juillet 1838.
L'entreprise Seguin frères fut déclarée adjudicataire le 15 septembre 1838 moyennant la concession pendant 47 ans.
Les épreuves prévues au cahier des charges eurent lieu le 22 avril 1841.
L’ouvrage comportait quatre travées. La première travée rive droite, devant franchir le chenal navigable par lequel le canal latéral traversait la Loire, avait une portée de 90 mètres. Dans ces conditions la 1re pile en rivière côté rive droite était placée sur l'épi limitant ledit chenal navigable. Pour la symétrie la première travée rive gauche avait la même portée et l’espace restant ainsi partagé en deux travées égales de 75 mètres.
L’ouvrage fut emporté par la crue du 20 octobre 1846. Les eaux franchissant l'épi du chenal provoquèrent derrière celui-ci des affouillements qui amenèrent la chute de la moitié amont des 2e et 3e piles en rivière à partir de la rive droite.
Le concessionnaire ne se conforma pas aux instructions de l’administration et reconstruisit les piles en moitié aval, sans approfondir les fondations.
L’ouvrage reconstruit fut néanmoins jugé satisfaisant et rendu à la circulation après les épreuves des 27, 28 et 29 décembre 1848.
La crue de juin 1856 provoqua de nouvelles avaries. La moitié amont de la première pile en rivière côté rive gauche se déversa par suite des affouillements. Elle fut solidement reconstruite en 1857.
La concession se termina à sa date d’expiration normale du 25 avril 1888, 47 ans après l’ouverture du pont.

### 1927-1940: un deuxième ouvrage mieux fondé

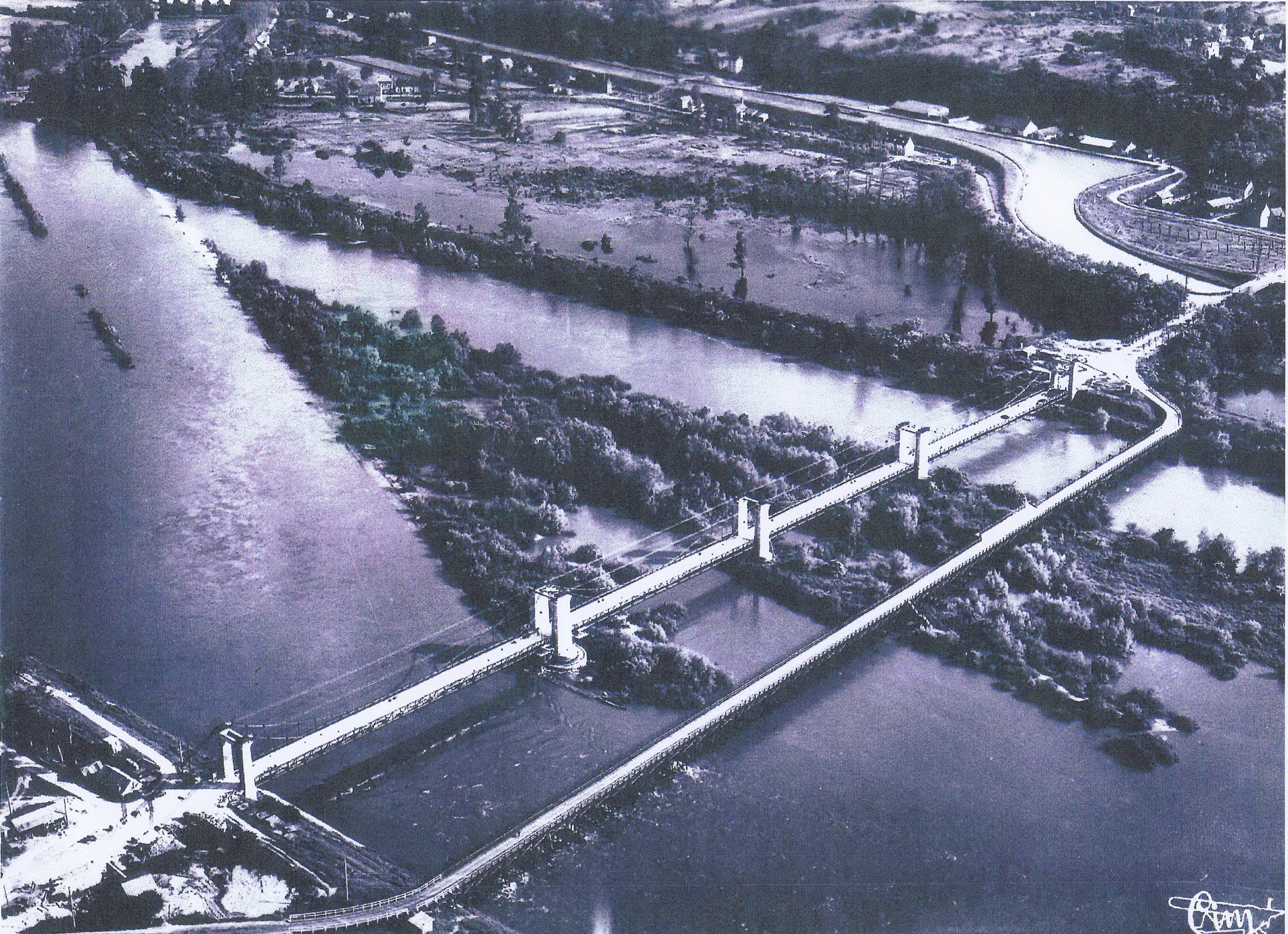
Pont temporaire à côté du pont de Châtillon sur Loire.

À sa session du 4 mai 1927 le Conseil général décida la reconstruction du pont de Châtillon-sur-Loire. L’ouvrage fut mis au concours en 1928 et dévolu à l'entreprise Baudin. Les travaux commencèrent début 1930. Par arrêté du 28 octobre 1931, l’ouvrage a été ouvert à la circulation.
Il comportait quatre travées ayant les portées de l’ouvrage initial (travées de rives de 92 mètres, travées intermédiaires de 76 mètres). Les culées et les piles ont été conservées. Les piles ont été rescindées pour donner une largeur libre de chaussée de 5,50 m.
Le pont de Châtillon-sur-Loire est détruit dans la nuit du 16 au  17 juin 1940 pour retarder l'avance ennemie. Il est détruit par démolition des ancrages rive gauche du pont suspendu. Les pylônes supérieurs côté rive gauche culbutèrent et l’ensemble de l’ouvrage s’effondra dans le lit du fleuve.
De 1940 à 1944 les Allemands tentent à 4 reprises de créer des passerelles avec un résultat très incertain. La  dernière passerelle consolidée et aménagée après la Libération est ouverte à la circulation en février 1945. Large de trois mètres, elle permet le passage des piétons et la circulation alternée de véhicules jusqu'en 1951.
Les maçonneries ayant été dans l’ensemble épargnées et la largeur de chaussée de l’ouvrage modernisé en 1931 étant acceptable (5,50 m), le pont a été reconstruit en utilisant les fondations, piles, culées et portiques de l’ancien ouvrage ainsi que toutes les parties de cet ouvrage qui ont pu être réemployées (principalement quelques câbles).

### 1951: mise en service du pont actuel

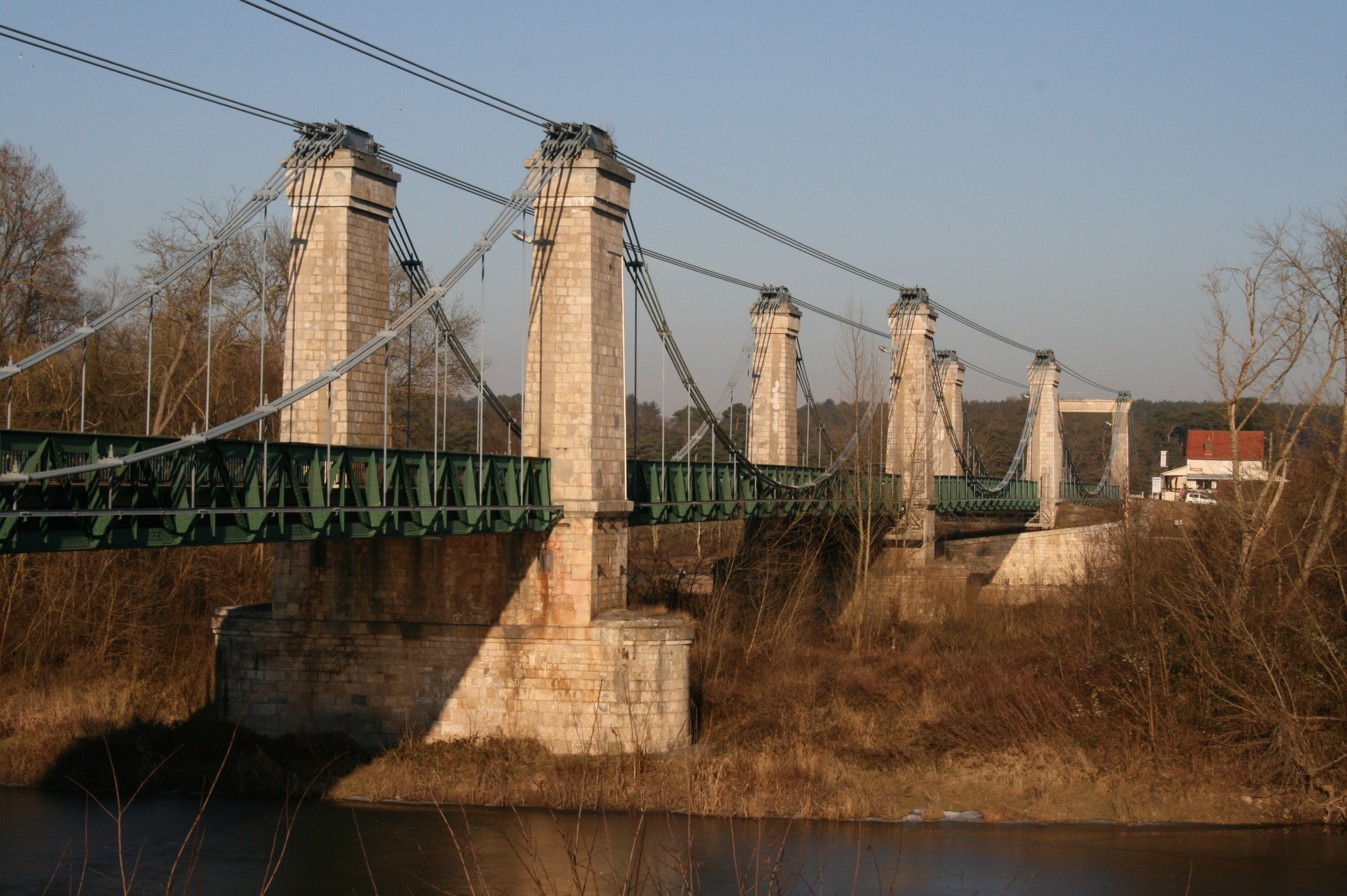
Le pont actuel

Le pont actuel comporte donc quatre travées ayant respectivement des portées libres de 92 m environ pour chacune des travées de rive et de 75 m environ pour chacune des travées en rivière. En section courante il comporte une chaussée de 5,50 m et deux trottoirs de 75 cm. Au droit des piles et culées le trottoir est supprimé et il subsiste seulement la chaussée de 5,50 m. Si ces dispositions pouvaient être acceptées en 1951, elles constituent aujourd’hui un risque puisque les piétons sont contraints de marcher sur la chaussée au droit des piles s’ils souhaitent traverser le pont. Ce risque est toutefois à relativiser au regard de la faible circulation supportée par l’ouvrage.
Par rapport au pont reconstruit en 1931, l’amélioration essentielle porte sur la résistance de l’ouvrage qui a été calculé pour la circulation de camions de 25 tonnes en charge (règlement du 29 août 1940) alors que le précédent avait été calculé pour des camions de 16 tonnes en charge.
L’exécution des travaux a nécessité la mise en place d’environ 700 tonnes d’aciers divers sans compter la réutilisation d’environ 50 tonnes d’anciens aciers. Il a été exécuté un peu plus de 500 m3 de béton sans compter le béton armé constituant la dalle de trottoir qui représentait environ 300 m3 de béton armé. On a en outre utilisé environ 10 tonnes de plomb antimonieux pour le blocage des câbles dans les culots.
Les travaux ont été exécutés dans un délai de 20 mois égal au délai contractuel stipulé par le marché. Ils ont été confiés aux établissements Baudin de Châteauneuf-sur-Loire et commencés dès la fin de l’année 1949. L’ouvrage a été ouvert à la circulation le 6 juillet 1951.

### Évènements récents
- Le réglage de la suspension a été réalisé en 2005 pour un coût total de travaux de 229 000 €. Ce type d’intervention est en général réalisé tous les 15 ans.

Élévation du pont de Châtillon-sur-Loire

- En 2015, le pont a subi des mesures d'urgence[3]. Il résiste mal aux faibles températures et menace de s'effondrer. Il est à présent interdit aux poids lourds de plus de trois tonnes qui doivent faire un détour par le pont de Gien.

- En mars 2022 une passerelle, accolée au pont et cofinancée par l'Union Européenne (FEDER) et l'Etat (FNDAT), a été créée pour accueillir les piétons, cycles et personnes à mobilité réduite (PMR). Le montant total de l’opération s’élève à 23 M€ TTC[4].

## Éléments de l'ouvrage

### Fondations
Sous les fondations de l’ouvrage et sur une épaisseur de deux à trois mètres, on rencontre des alluvions de la Loire constituées par des graves et du sable ayant de très bonnes caractéristiques géomécaniques. Au-delà le substratum constitué de calcaires et marnes lacustres de Briare est de bonne qualité.
Les appuis originaux, construits en 1848, avaient été exécutés en béton de chaux dans une enceinte provisoire en palplanches de bois jointives. Les culées et les piles 1 et 2 auraient été fondées à la même cote sur des terrains affouillables alors que la pile 3 rive droite implantée dans la digue de la Loire aurait été descendue à une profondeur plus importante d'environ 1,6 m par rapport aux autres fondations.
Chaque pile est constituée par un soubassement rectangulaire de 10,5 × 7 m et de 4,5 m d’épaisseur, flanqué de deux hémicycles de 3,5 m de rayon supportant les avant et arrière becs. Ce soubassement est surmonté d’un socle supportant deux pylônes et dont la partie centrale est amincie par redans successifs.
Au cours de la crue d’octobre 1846, des affouillements se sont produits en pied des piles 1 et 2, les pylônes amont ont alors basculé à la suite d'une fissuration complète d’une partie du socle et du soubassement entraînant ainsi la destruction des trois travées correspondantes.
La partie amont de la pile 2 centrale a été reconstruite à l’intérieur d’une enceinte (seulement côté amont) de pieux de bois jointifs de 5 m de longueur appelée "crèche » et battus jusqu’à la cote moins 5 m sous l’étiage. La base de cette nouvelle demi fondation se situerait environ 1 m plus bas que celle de la fondation aval conservée. Le socle a été renforcé par tirants et I’évidement a été comblé.
Au cours de la crue de 1856 la pile 1 a été affouillée et à nouveau coupée suivant l’axe de l’ouvrage. La fondation amont a été reconstruite à l’abri d’une enceinte de pieux bois de 5 m de longueur descendus à 3 m sous le niveau des fondations.

### Suspension

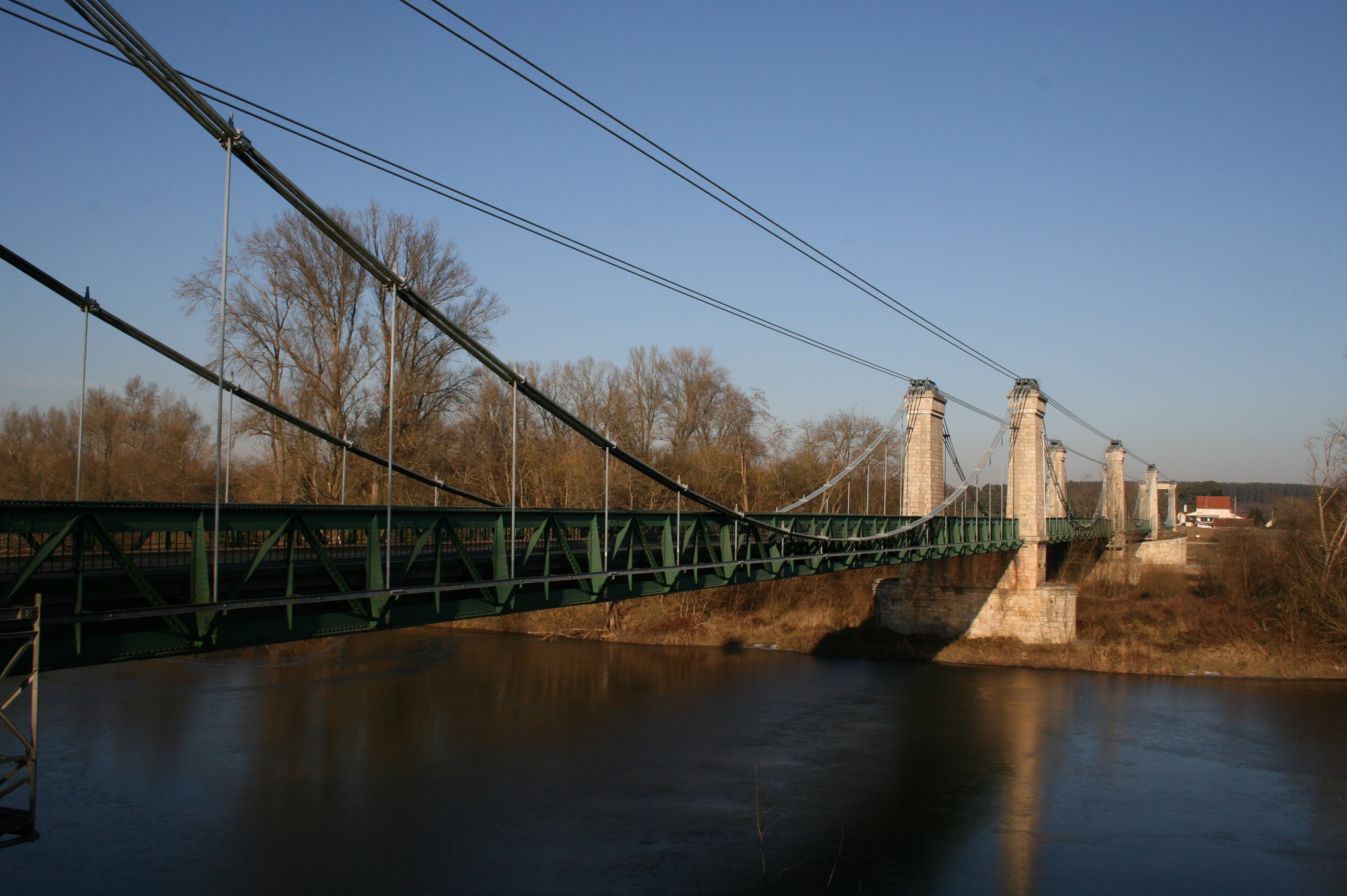
La suspension

La suspension est constituée par les câbles porteurs, les suspentes, les câbles de retenue et, ce qui n’est pas le cas pour la plupart des ponts suspendus, de câbles de tête.

#### Câbles de retenue
Les câbles de retenue liaisonnent la suspension avec les ancrages.
En rive droite, il y a de chaque côté de la chaussée une nappe de quatre câbles de diamètres 40,2 mm. Ces câbles sont des câbles de l’ancien pont, réutilisés en les coupant sur le chantier à la longueur de 23,45 m (hors culots) soit 23,56 m hors tout.
En rive gauche, ce sont deux nappes de huit câbles de diamètres 68,7 mm. Ces câbles sont également des câbles de l’ancien pont, pris dans les haubans des travées intermédiaires de l’ancien pont (longueur inconnue). Dans les deux cas, RG et RD, les culots sont en acier moulé.

#### Câbles porteurs
Les câbles porteurs ont pour fonction de porter le tablier, les efforts étant transmis par le biais des suspentes. Ils sont groupés par nappes de quatre. Leur diamètre est de 78,35 mm pour les travées latérales et de 68,7 mm pour les travées intermédiaires.

#### Les suspentes
Constituées par des barres de diamètre 56 mm, fixées aux câbles en nappes de quatre par des chevalets de suspension, équipés pour les chevalets hauts de colliers d’immobilisation de suspension.

#### Câbles de tête
Les câbles dits de tête liaisonnent les têtes de pylônes entre elles. Ils sont groupés en nappes de deux câbles pour les travées latérales gauche et droite et de trois pour les travées intermédiaires. Le diamètre de chaque câble est ici de 63,9 mm.

#### Vues de détails

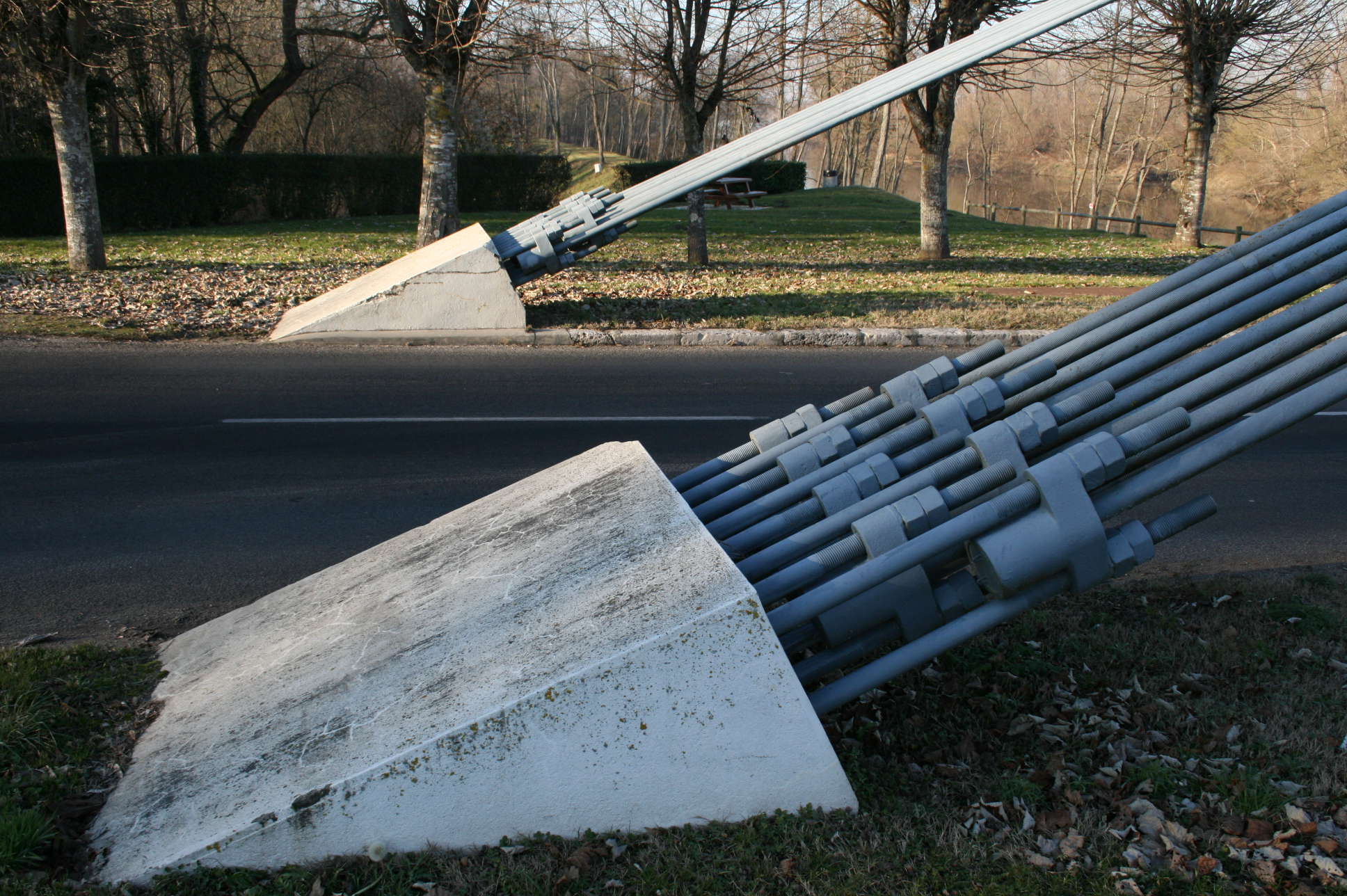
Ancrages rive gauche
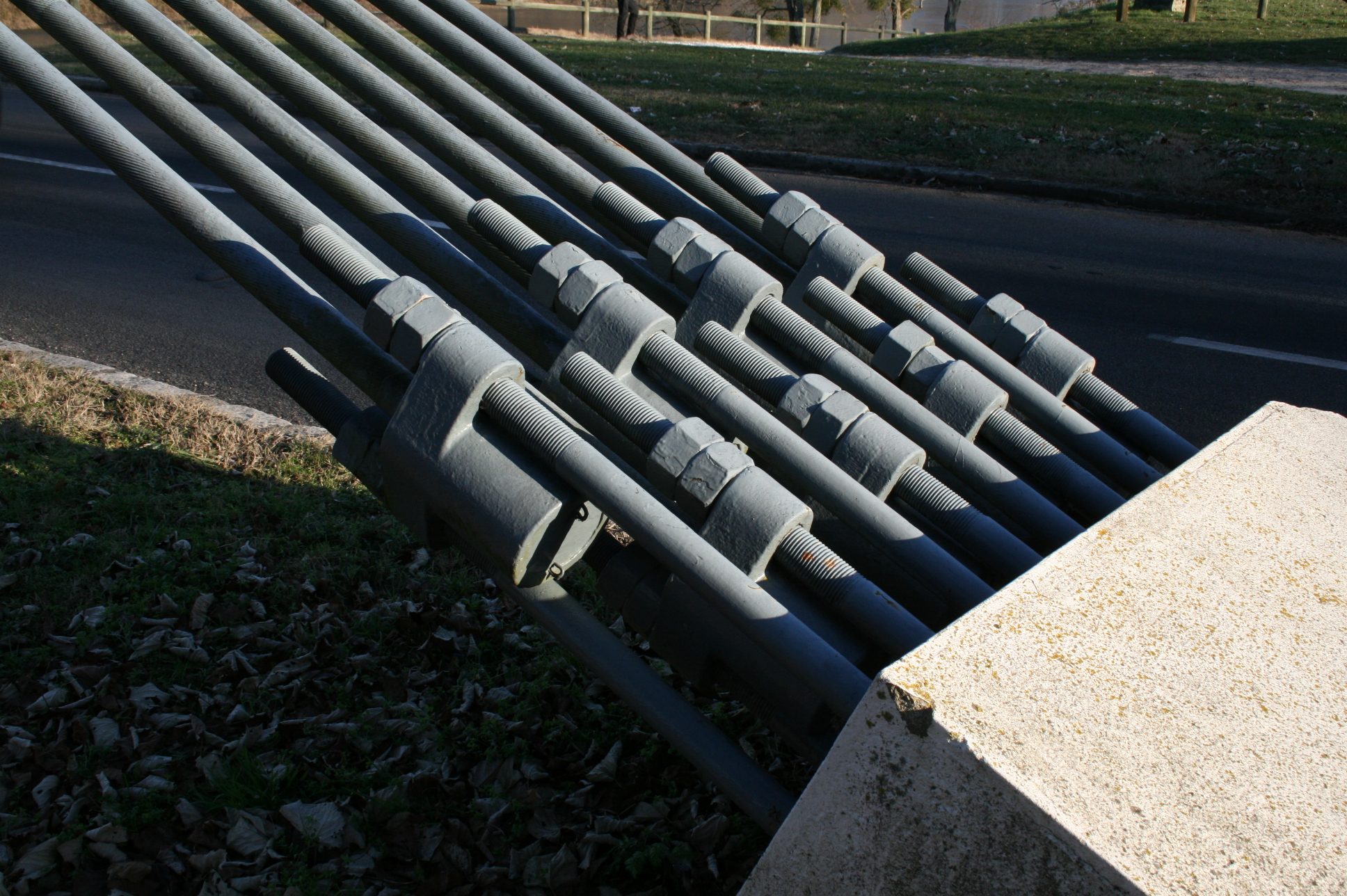
Vue rapprochée d'un ancrage
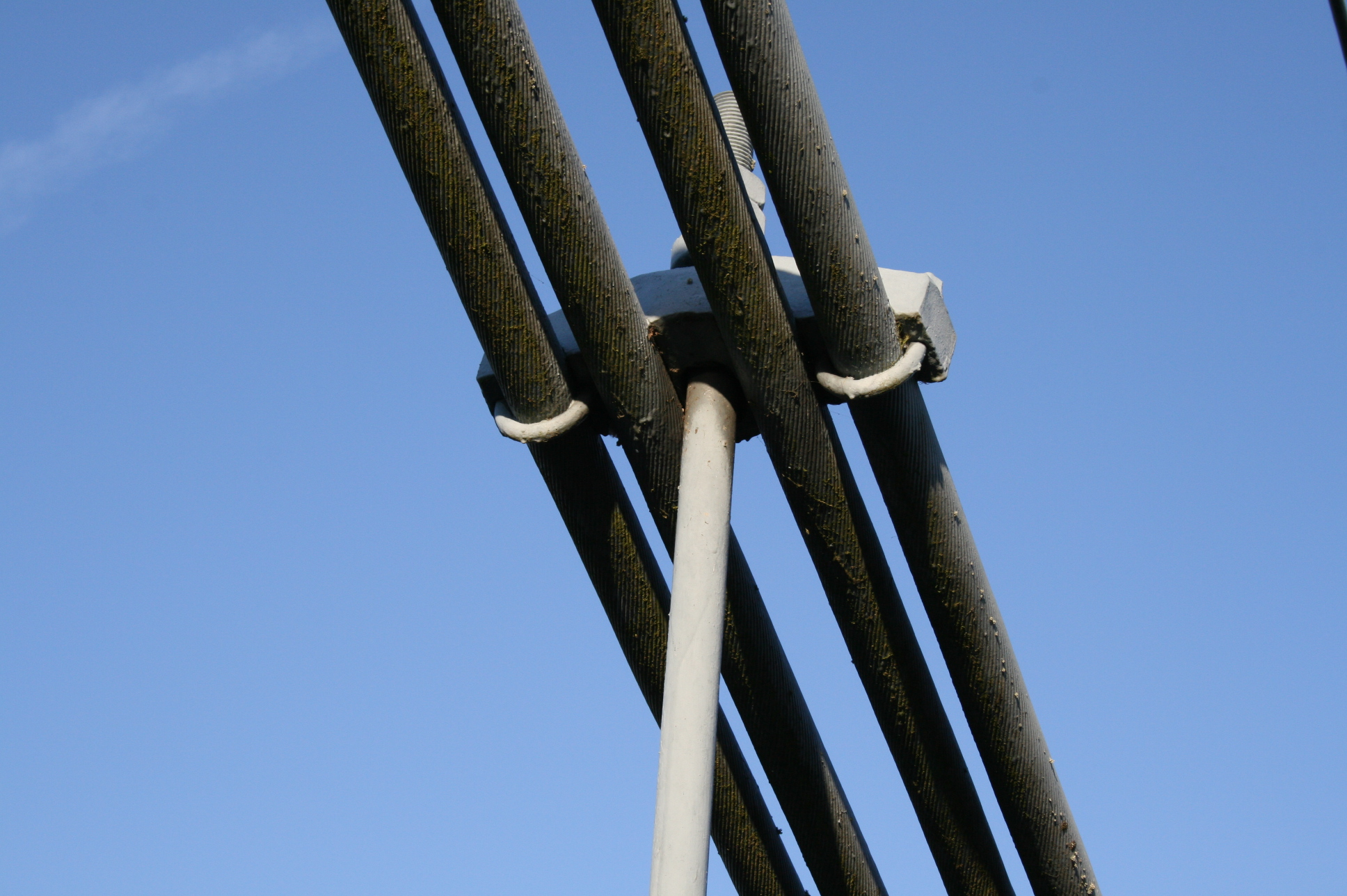
chevalet de suspension raccordant la suspente au câble porteur (vue de dessous)
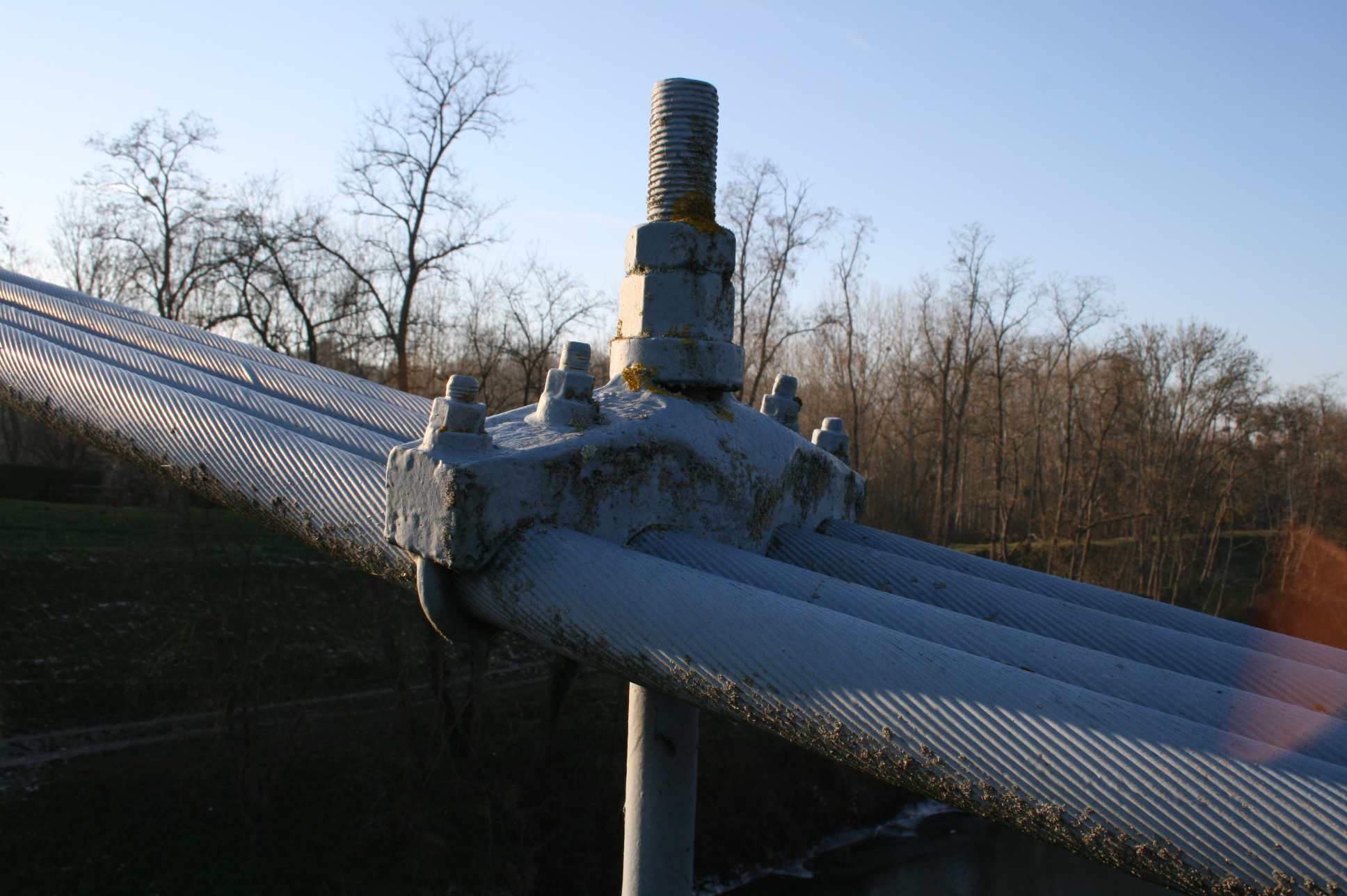
chevalet de suspension raccordant la suspente au câble porteur (vue de dessus)
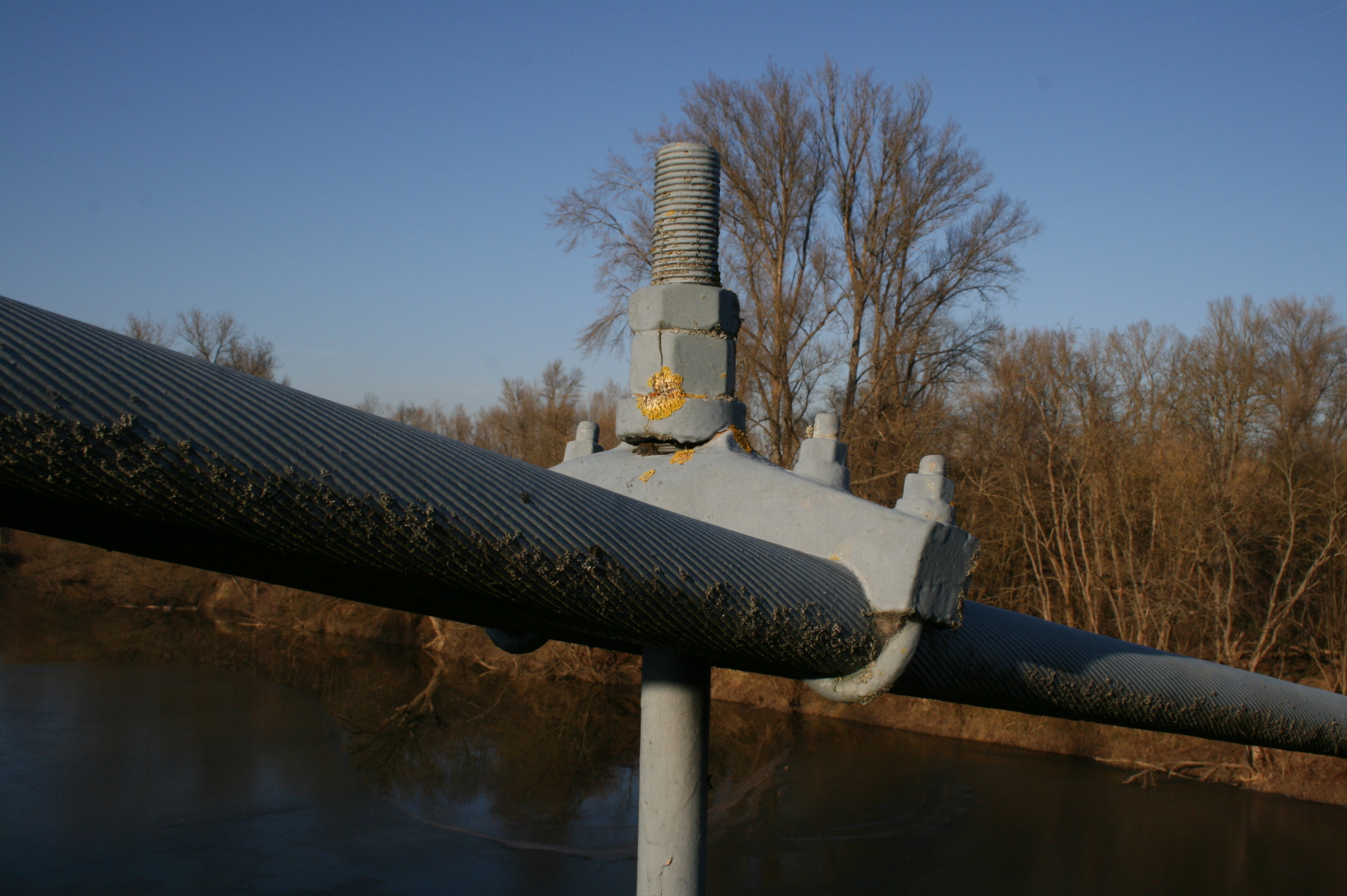
chevalet de suspension raccordant la suspente au câble porteur (vue de dessus)
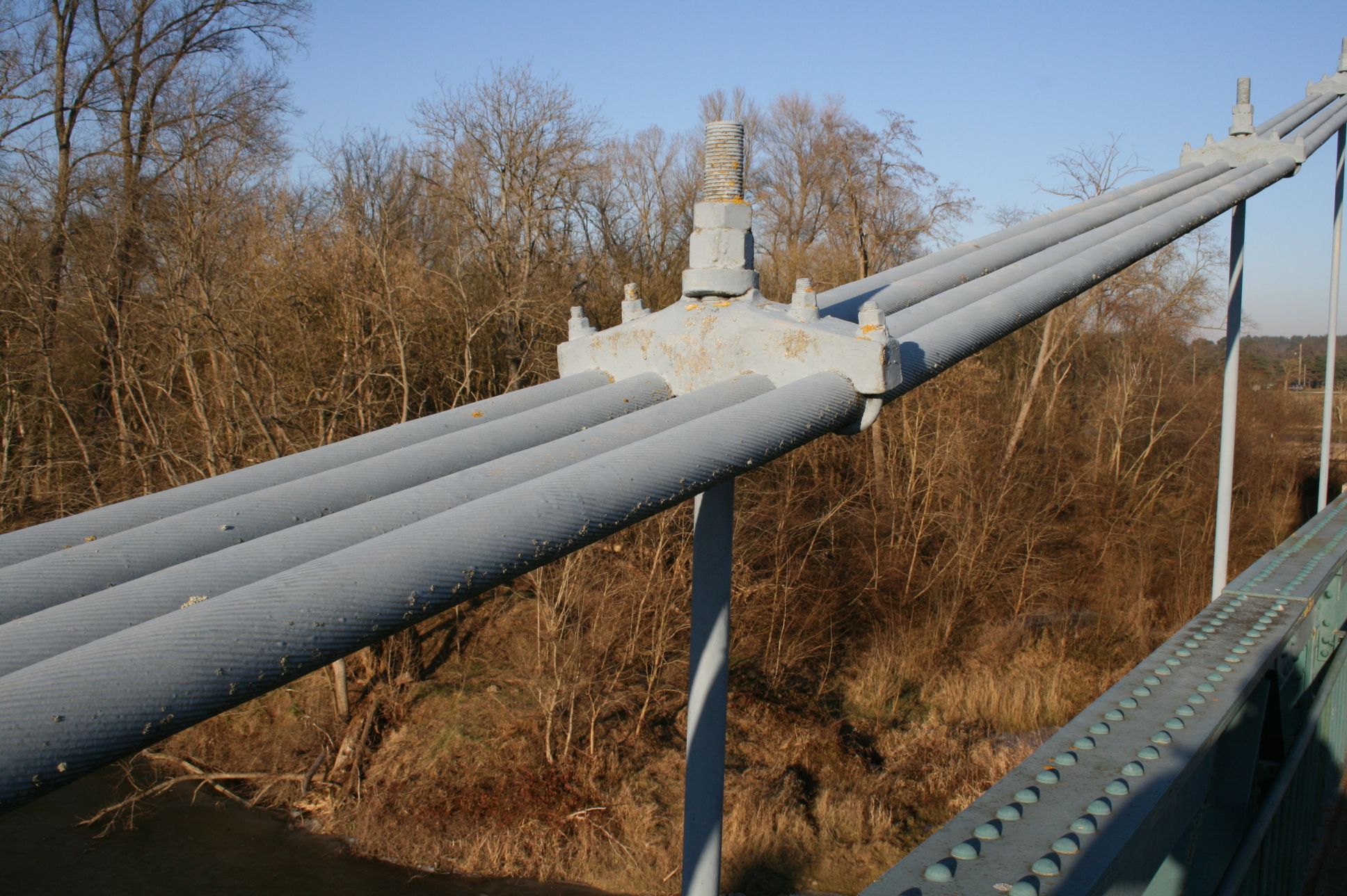
câbles et suspentes
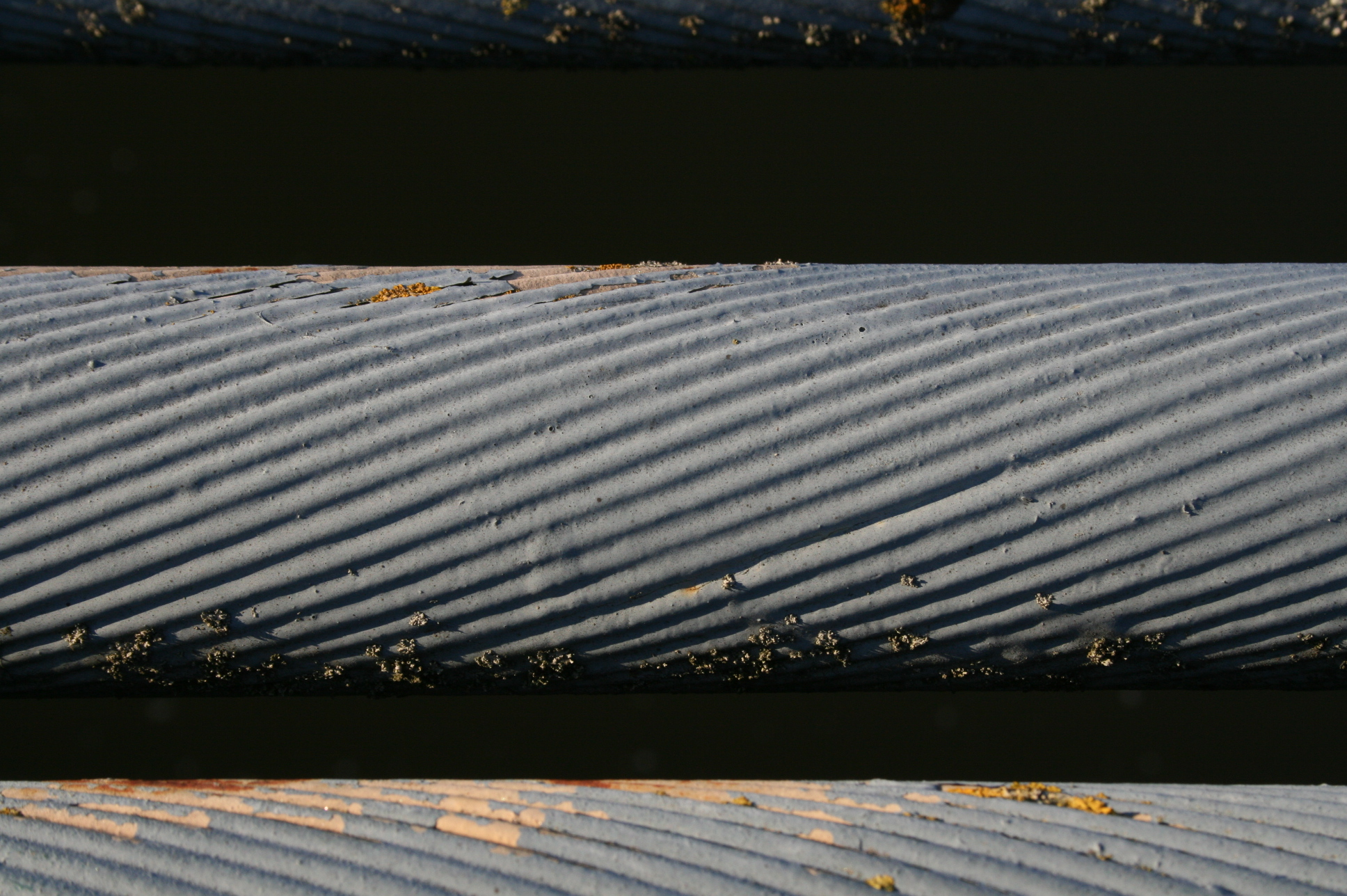
Vue rapprochée d'un câble porteur
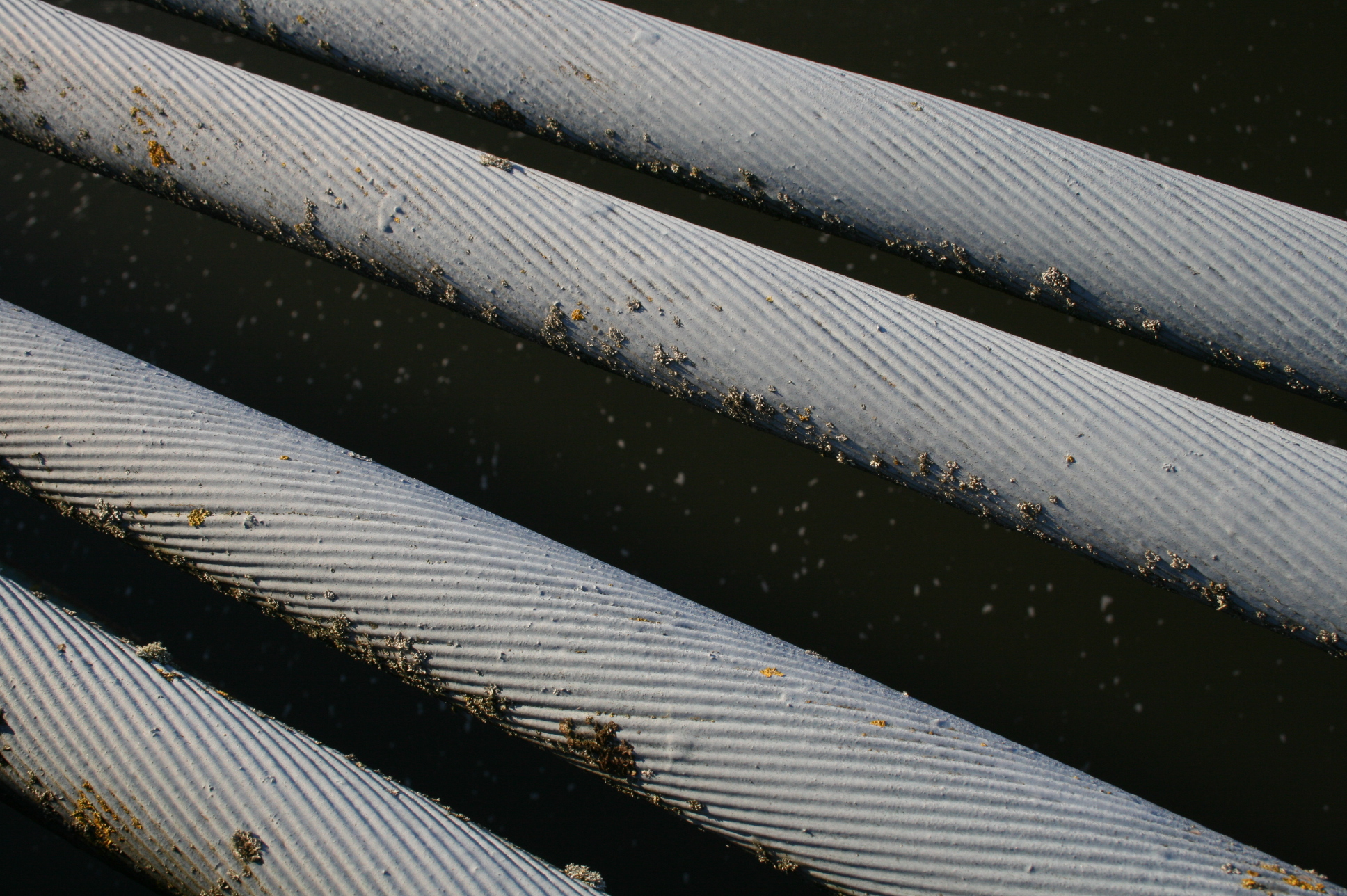
Vue rapprochée d'une nappe de câbles

### Tablier
Le tablier est constitué par :
- Une poutraison métallique comprenant deux poutres latérales à treillis (poutres de rigidité), deux longerons latéraux et deux longerons centraux, le tout étant rigidifié par des entretoises (19 pour les travées de rive, 15 pour les travées intermédiaires).
- un hourdis en béton armé d’épaisseur variable de 145 mm au droit des caniveaux à 175 mm en axe de chaussée.

Il supporte une chaussée de 5,50 m de largeur, bordée par deux trottoirs de 0,75 m. Il est équipé d’un garde-corps métallique solidaire du hourdis.
Vues du tablier

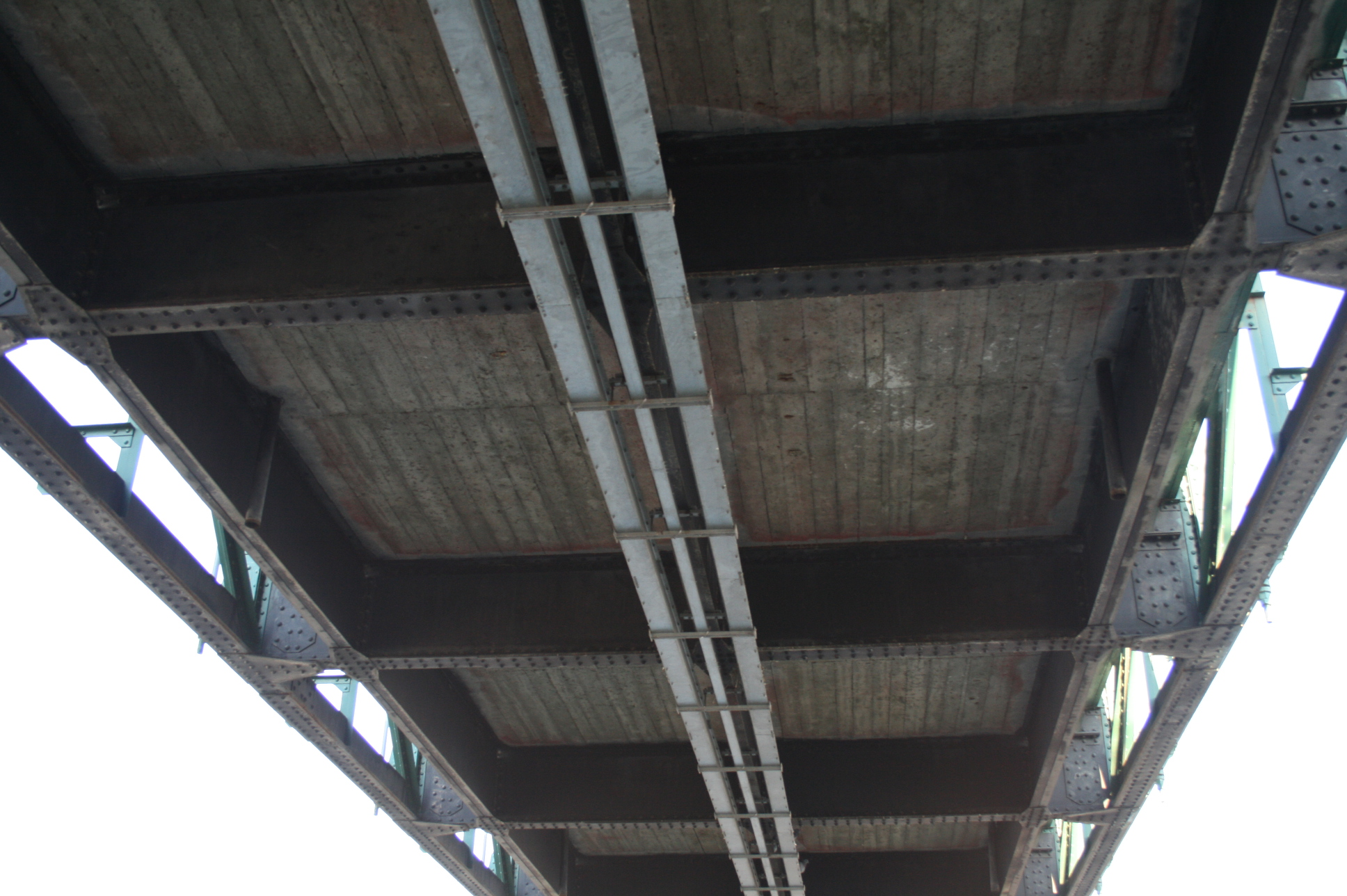
Dessous du tablier
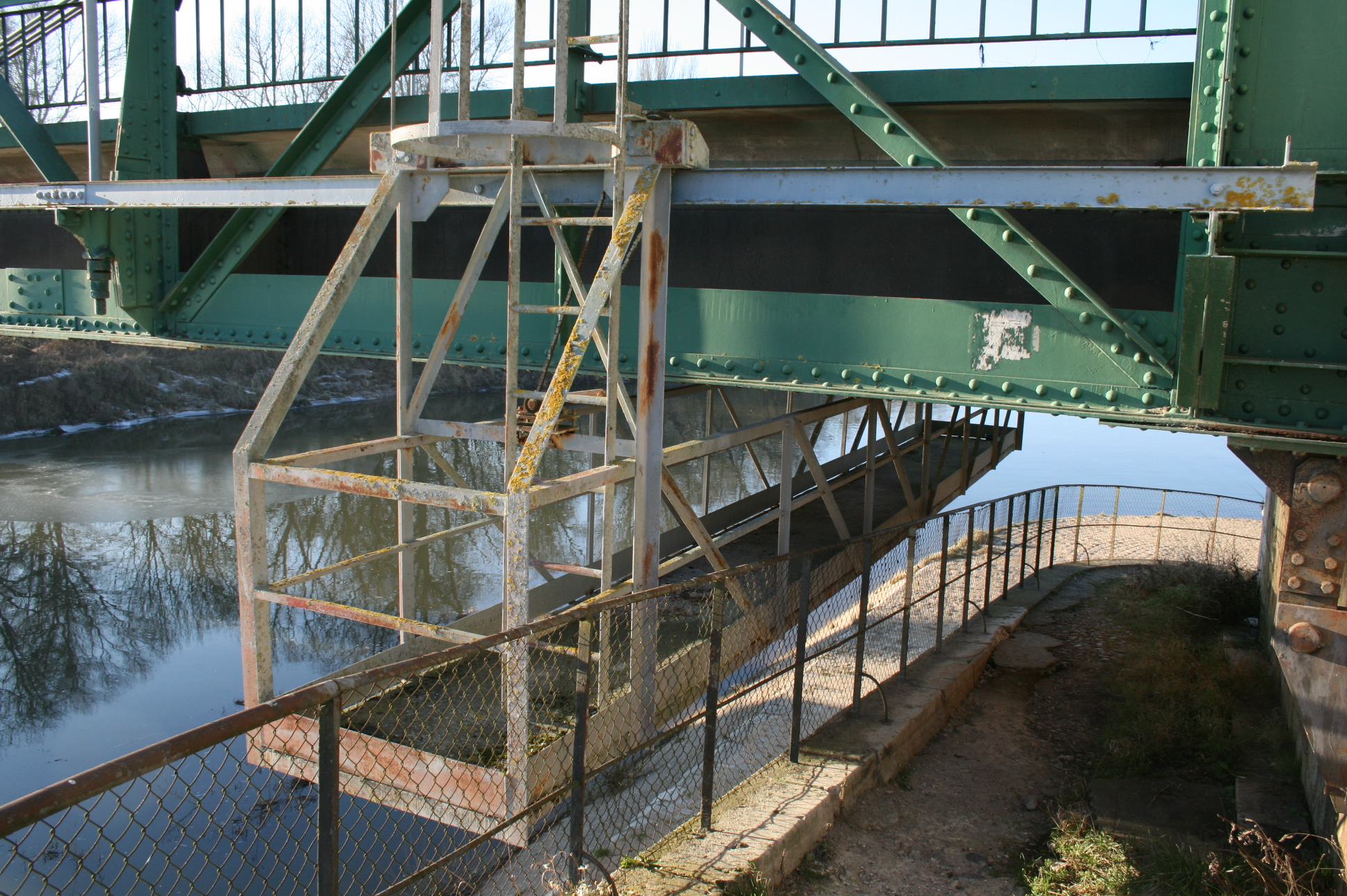
Nacelle de visite du tablier
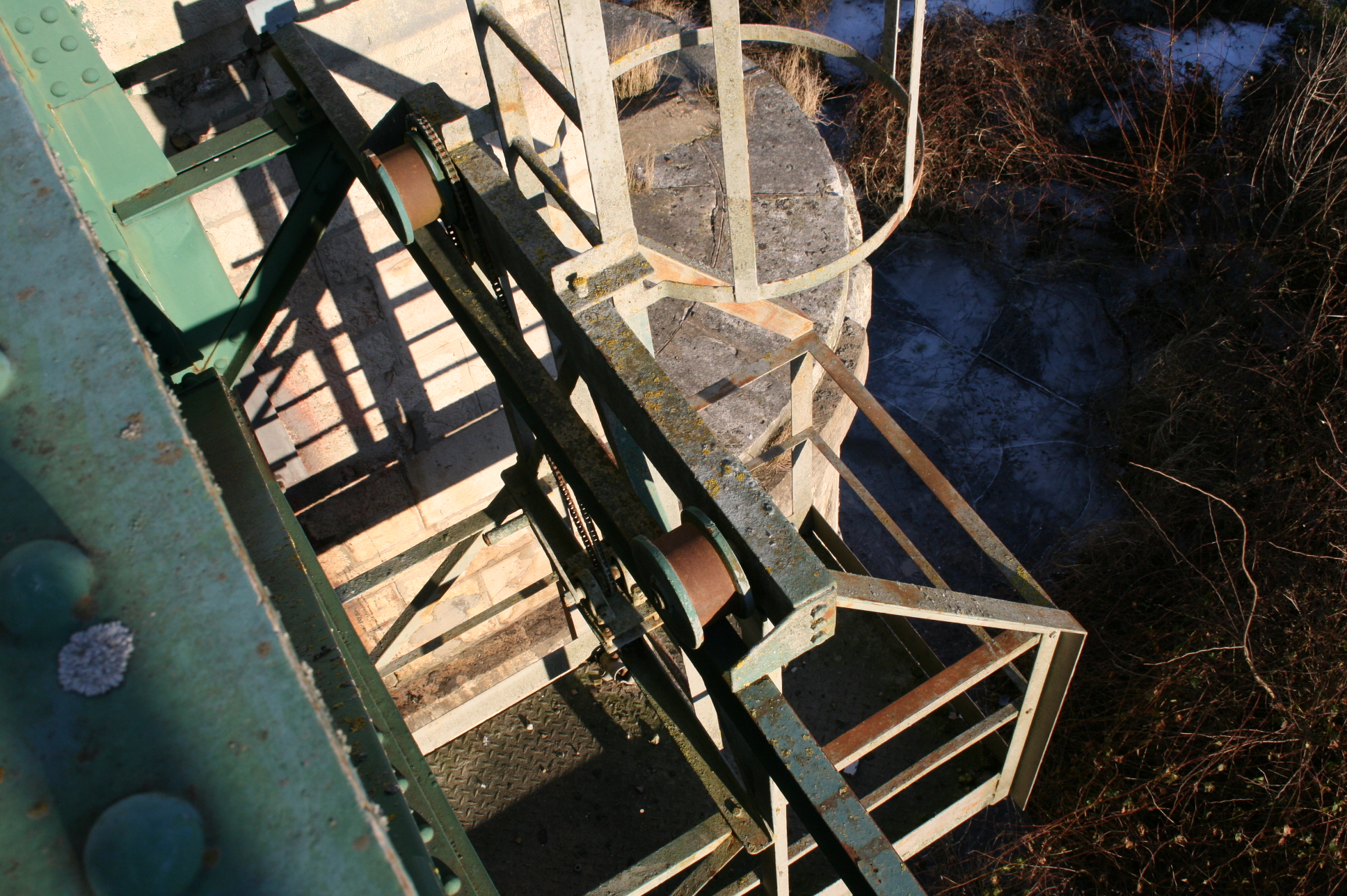
Détail du mécanisme d'avancement de la nacelle

## Galerie

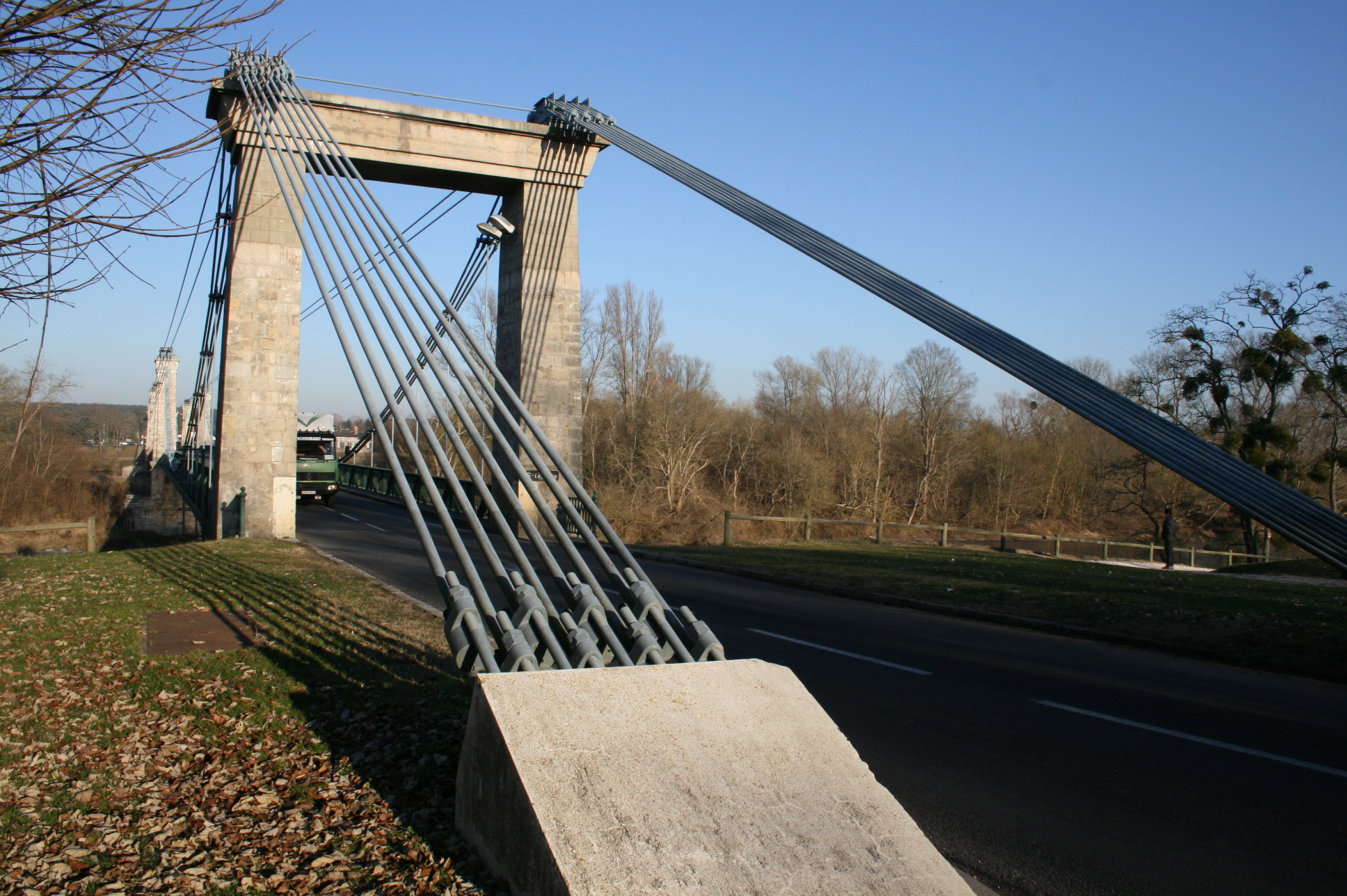
Ancrages rive gauche
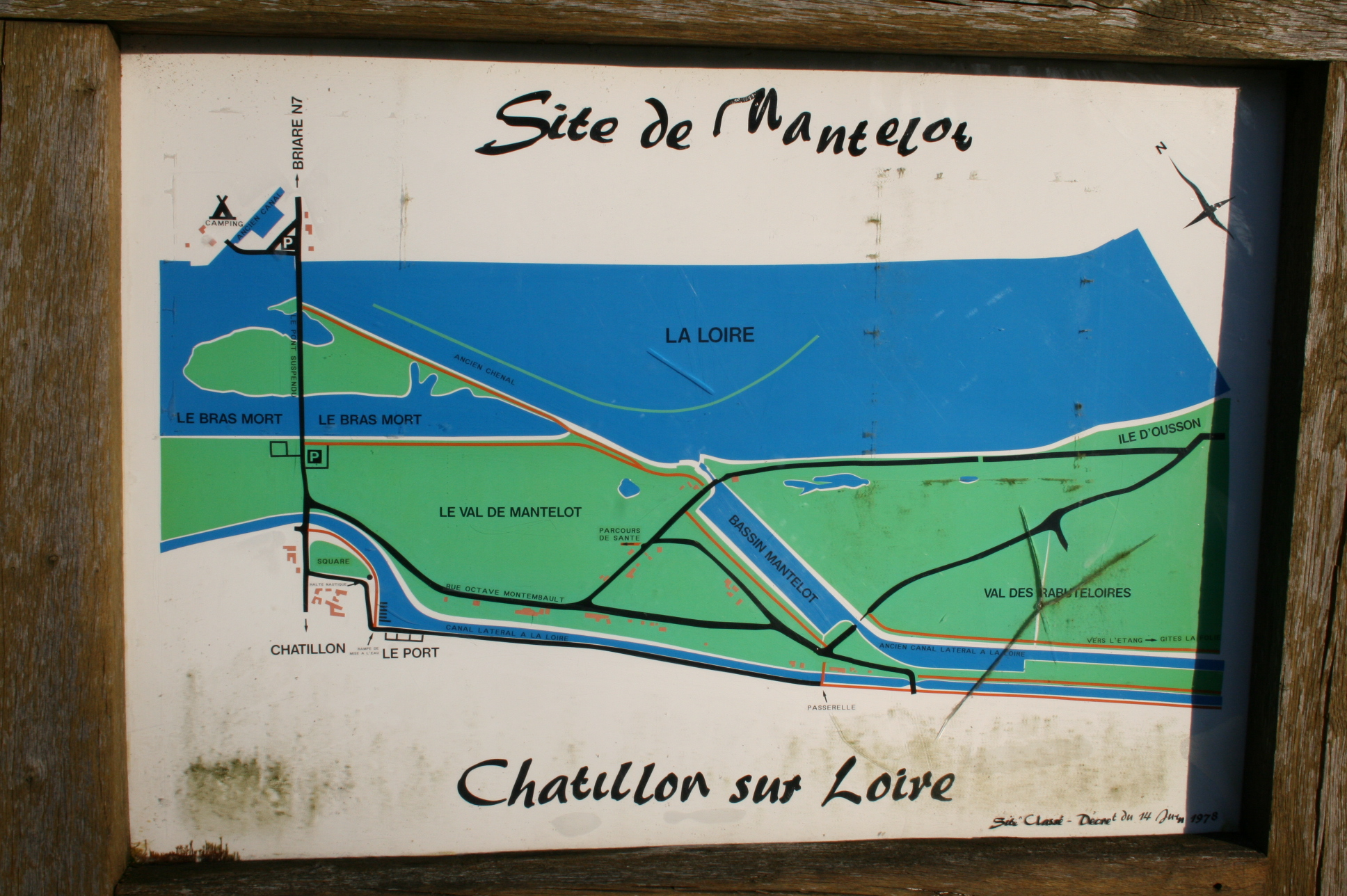
Plan de situation : le pont, la Loire, l'épi, l'ancien chenal, le bras mort
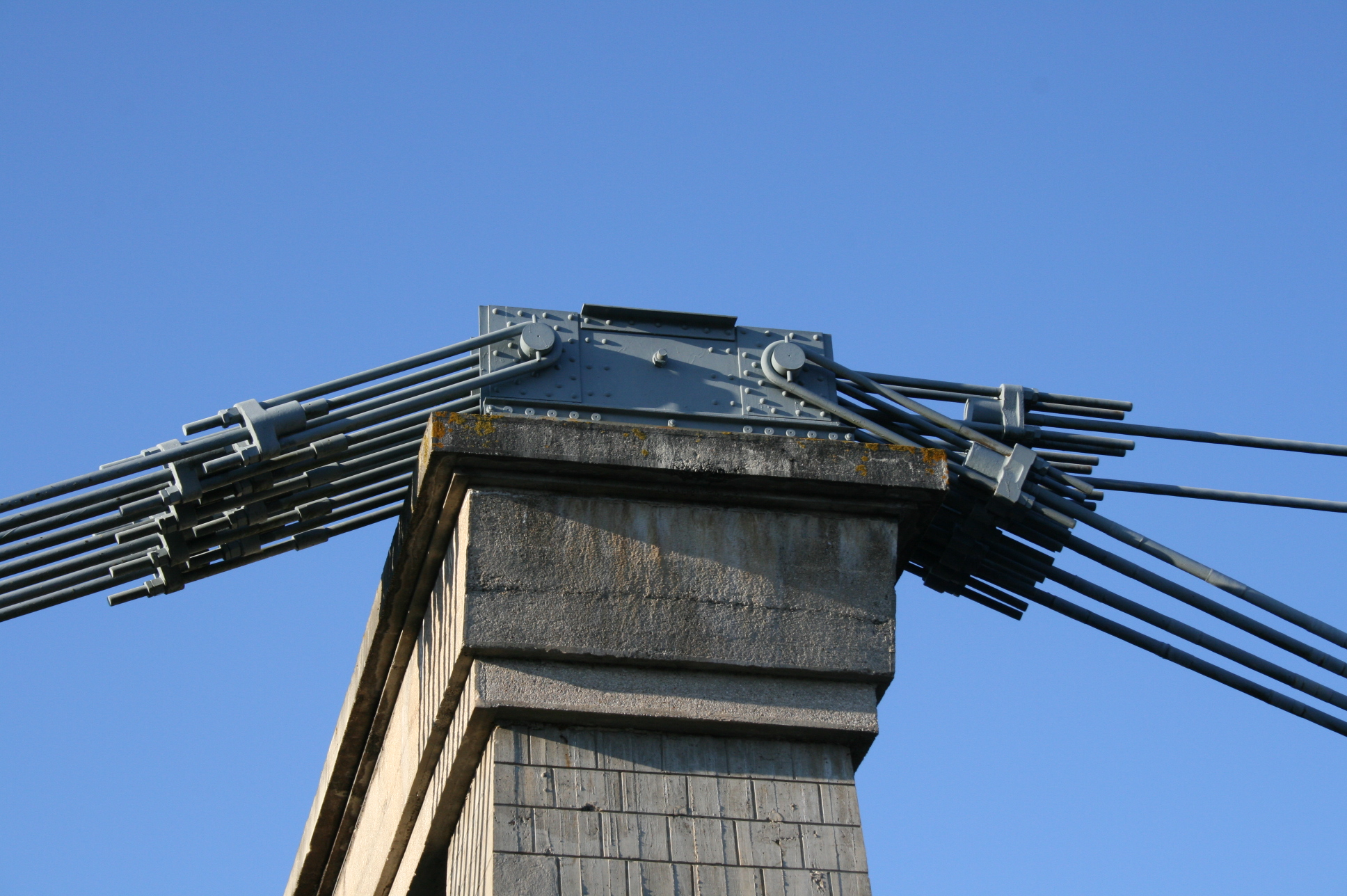
Tête du portique de culée, rive gauche.
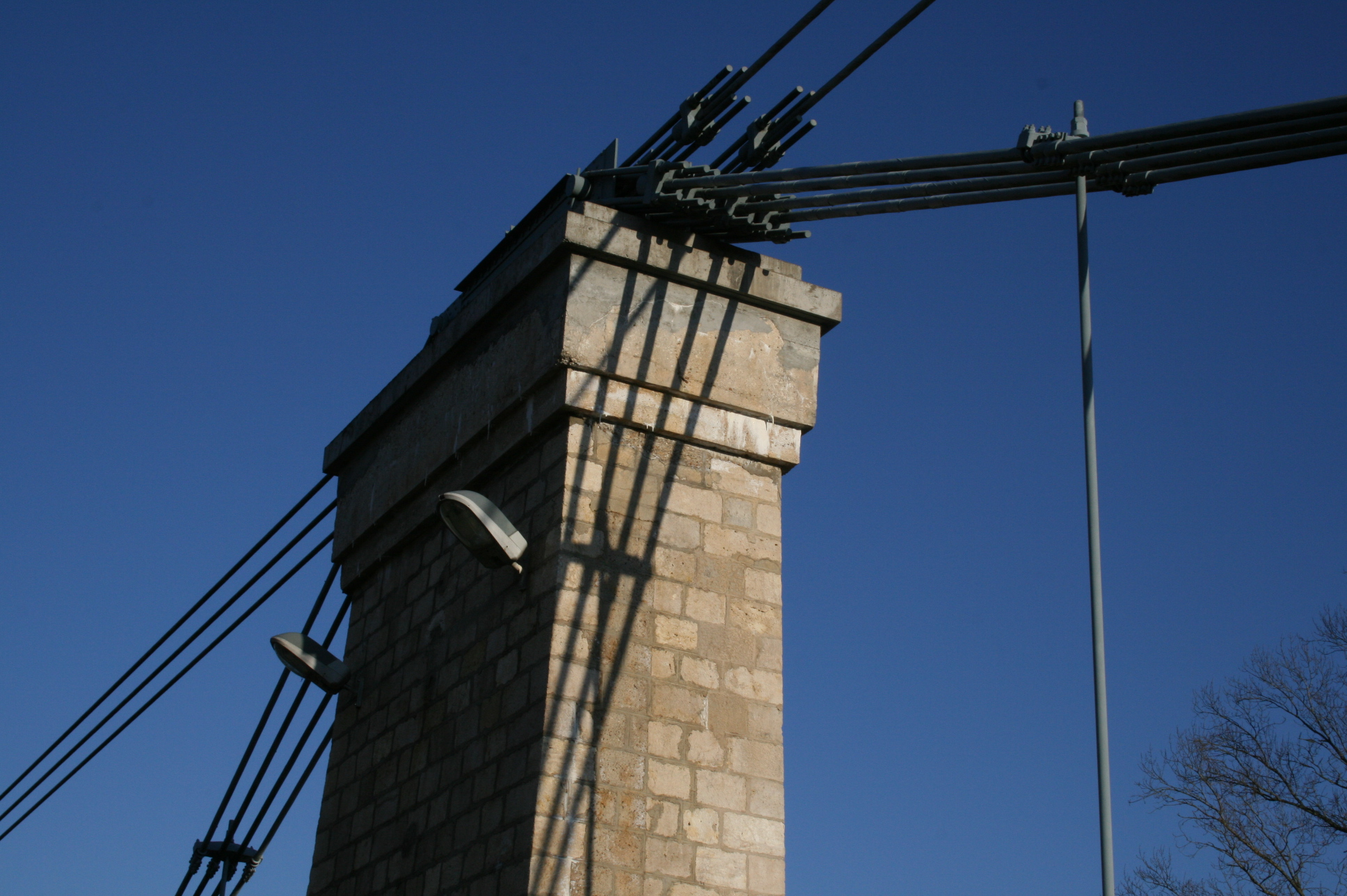
Tête de pylône intermédiaire

## Pour approfondir